# Боян Трайков
Боян Георгиев Трайков е български журналист, народен деятел на изкуството и културата.

## Биография
Роден е на 31 март 1932 година във Варна. Син е на политика Георги Трайков. През 1956 година завършва Софийския университет със специалност „Журналистика“. Работи в редакцията на в. „Народна младеж“ като кореспондент, литературен сътрудник и заместник отговорен редактор. От 1961 г. е член на БКП. През 1965 г. е кореспондент на БТА в Полша..
През 1966 година е сред хората, които възстановяват издаването на вестник „Поглед“. Сътрудничи на „Народна младеж“. От 1969 до 1973 г. е кореспондент на БТА в Париж. Работи също в Комитета за телевизия и радио, Българското национално радио. От 1973 до 1977 година е заместник генерален директор на Комитета за радио и телевизия. От 1977 до 1981 година е генерален директор на БНР. От 1981 до 1990 година е главен директор на БТА.
Съюзът на българските журналисти два пъти го награждава за неговата дейност. През 1979 година организацията му връчва първа награда за приносите му в публицистиката на международна тематика, а през 1983 година Трайков получава специална награда за своята професионална журналистическа дейност. От 1976 до 1981 г. е кандидат-член на ЦК на БКП, а от 1981 до 1990 г. и член на ЦК на БКП. Член е на Президиума на Националния съвет на Отечествения фронт от 23 юни 1982 г., като е преизбран на 16 май 1987 г.
С решение на Комисия по досиетата от 8 октомври 2008 г. е разкрит като агент и секретен сътрудник на Държавна сигурност в периода 1950 – 1973 г., известен под псевдонимите „Ивайло“ и „Тибо“.
Боян Трайков е съпруг на балерината Вера Кирова.

## Отличия
- 1977 г. – удостоен е със званието „Заслужил деятел на културата“[6]
- 1967 г. – удостоен е с орден „Кирил и Методий“ II степен[2]
- 1982 и 1986 г. – удостоен е с орден „Народна република България“[2]